# Evropská silnice E75
Evropská silnice E75 je páteřní severojižní evropská silnice, mezinárodní silnice vedoucí severní, střední a jihovýchodní Evropou. Začíná v nejsevernější části Norska a končí na řeckém ostrově Kréta. Na trase je dvakrát přerušena mořem a celkem je dlouhá 4340 km. Vede přes devět států a šest hlavních měst (z toho pět v nepřerušené řadě států od Slovenska po Řecko). V severní části vede přibližně podél 25. poledníku východní délky, ve střední části zhruba podél 20. poledníku (přičemž se odklání na západ až za 17°), směrem k jihu se postupně vrací na úroveň 25°. Na trase se několikrát setkává se svou sousední páteřní silnicí E65.
Pravidelné námořní spojení z Helsinek do Gdaňsku není v současnosti (2021) realizováno. Náhradní cestou může být trajekt z Helsinek do Tallinnu a odsud přes Pobaltí po silnici E67, která se na E75 opět napojuje v Polsku.

## Trasa
Norsko
- Vardø – Vuonnabahta (E6→) – Tana bru – Roavvegieddi (→E6)

 Finsko
- Utsjoki – Ivalo – Sodankylä (E63) – Rovaniemi – (E8→) Kemi – Oulu (→E8) – Jyväskylä (E63) – Heinola – Helsinky (E12, E18, E67)

přerušení (Baltské moře)
 Polsko
- Gdaňsk (E28)
- Pruszcz Gdański – Grudziądz (E261) – Toruň – Lodž (E30, E67→) – Piotrków Trybunalski (→E67) – Pyrzowice
- Pyrzowice – Mysłowice (E40) – Tychy – Bílsko-Bělá
- (E462→) – Cieszyn

 Česko
- Český Těšín (→E462)
- – Třinec – Mosty u Jablunkova

 Slovensko
- Svrčinovec – Čadca –
- Žilina (E50→, E442→) – Bytča (→E442)
- – Beluša – Trenčín (→E50) – Trnava (E58→) – Bratislava (E575)
- Bratislava (E65→, →E58) – Čunovo

 Maďarsko
- Rajka – Hegyeshalom (E60→)
- Mosonmagyaróvár (→E65) – Győr (E575) – Tatabánya –
- Budapešť (→E60, E71, E73, E77)
- – Kecskemét – Szeged (E68) – Röszke

 Srbsko
- Horgoš – Subotica (E662) – Novi Sad – Bělehrad (E70, E763) – Paraćin (E761) – Niš (E80) – Leskovac – Preševo

 Severní Makedonie
- Kumanovo (E871→) – Skopje (→E871, E65) – Veles – Gevgelija

 Řecko
- Evzoni – Soluň (E79, E86, E90) – Larisa (E65, E92) – Velestino (Volos) – Lamia (E65) – Athény (E94)
- přívoz
- 90 Chania (E65) – Iraklio – Ágios Nikólaos – Sitia

## E75 v Česku
Na české území E75 vstupuje v Chotěbuzi po rychlostní silnici S52 z Polska. Od hranic vede E75 po obchvatu Českého Těšína, po silnici dálničního typu I/48, později D48, u Třanovic odbočuje na silnici I/68, po které pokračuje až k hranicím se Slovenskem v Mostech u Jablunkova. Až do Bystřice je vedena po obchvatu dálničního typu, mezi Hrádkem a slovenskou hranicí je vybudována v polovičním profilu budoucí komunikace dálničního typu. 
Alternativní trasa pro cestu mezi letištěm Katowice a Bratislavou může být po dálnici A1 resp. v Česku D1 do Brna a dále po D2 do Bratislavy. Cesta je rychlejší o cca 40 minut, to se však může v budoucnu změnit po dostavbě rychlostní silnice S1. 

## Galerie

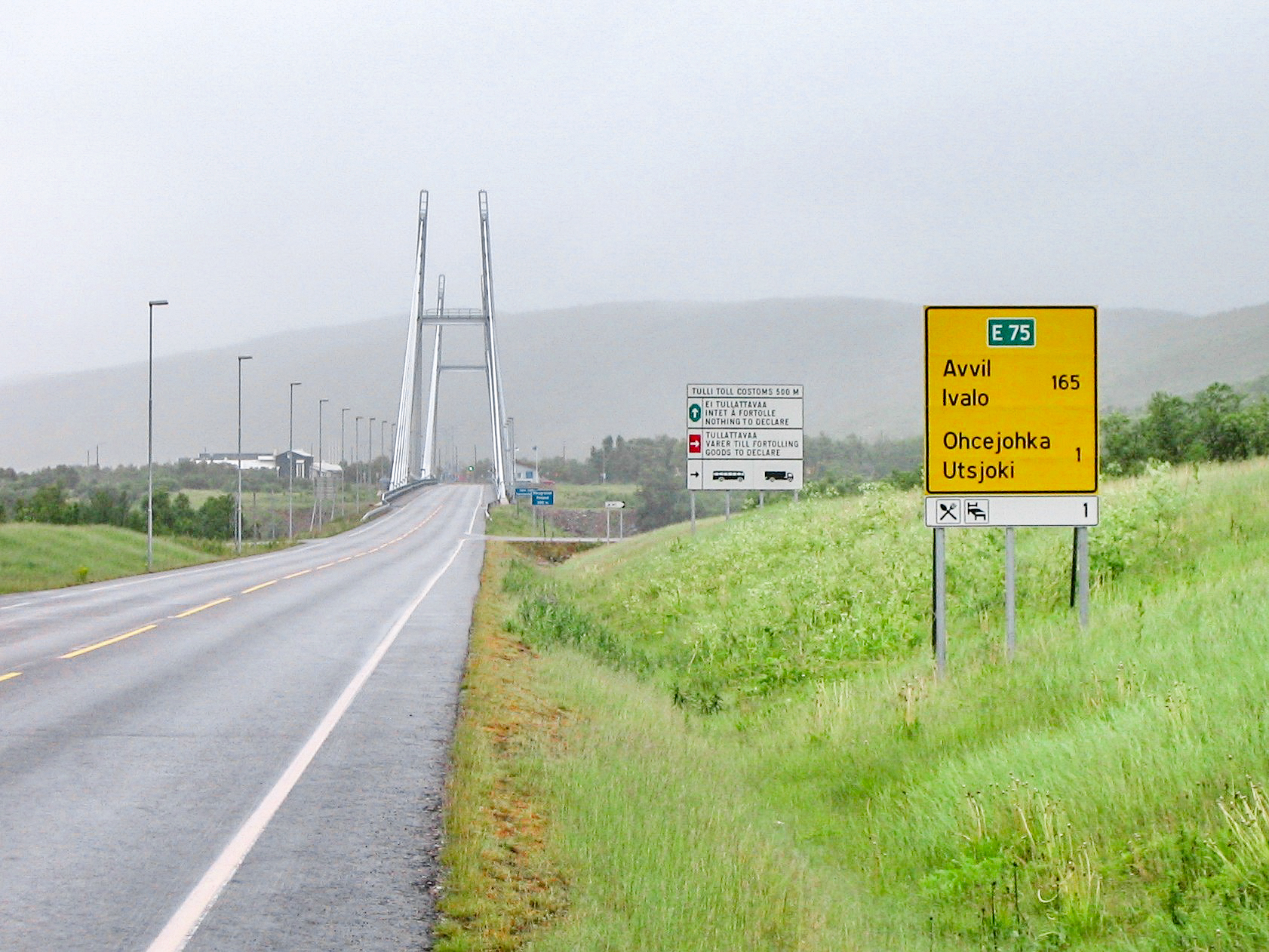
E75 na norsko – finské hranici
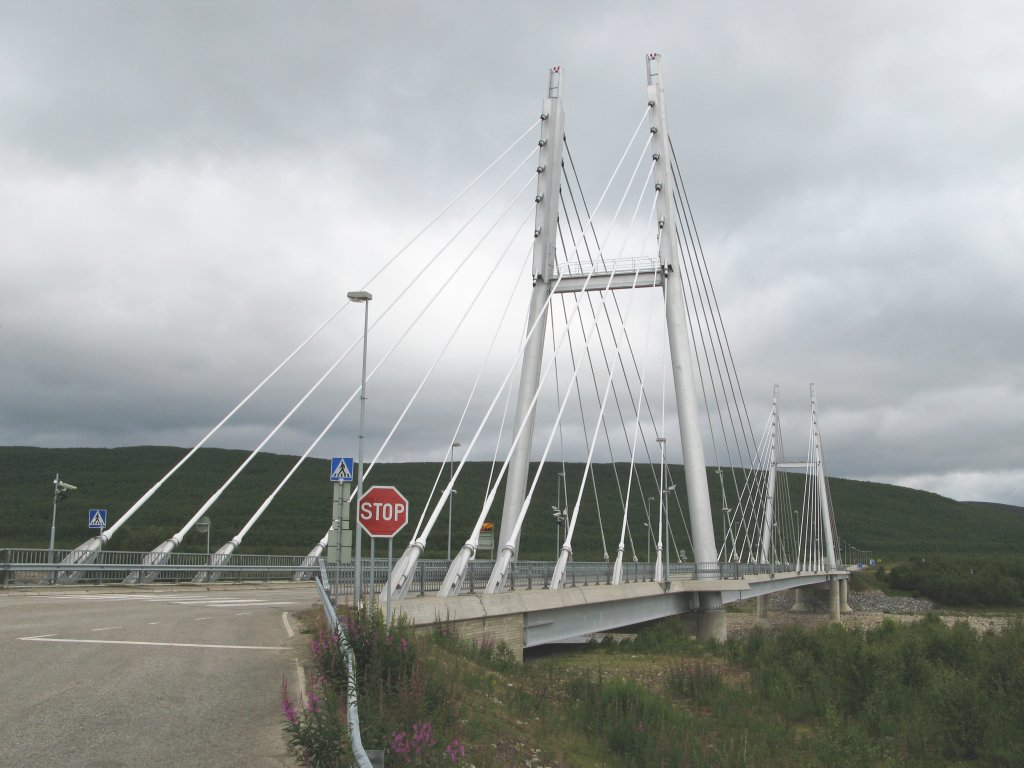
E75 na mostě Sami, norsko – finská hranice
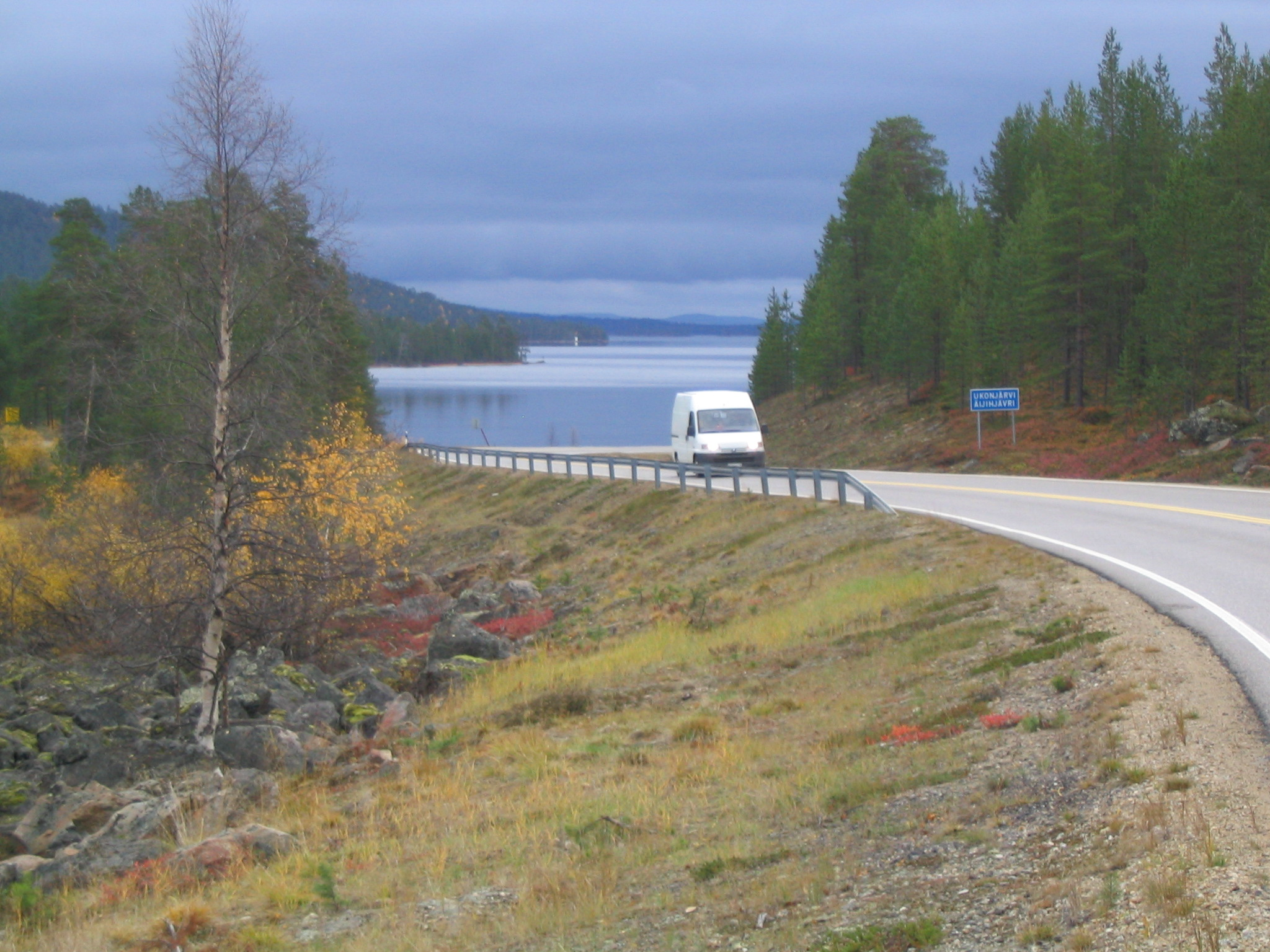
E75 v Ukonjärvi, Finsko
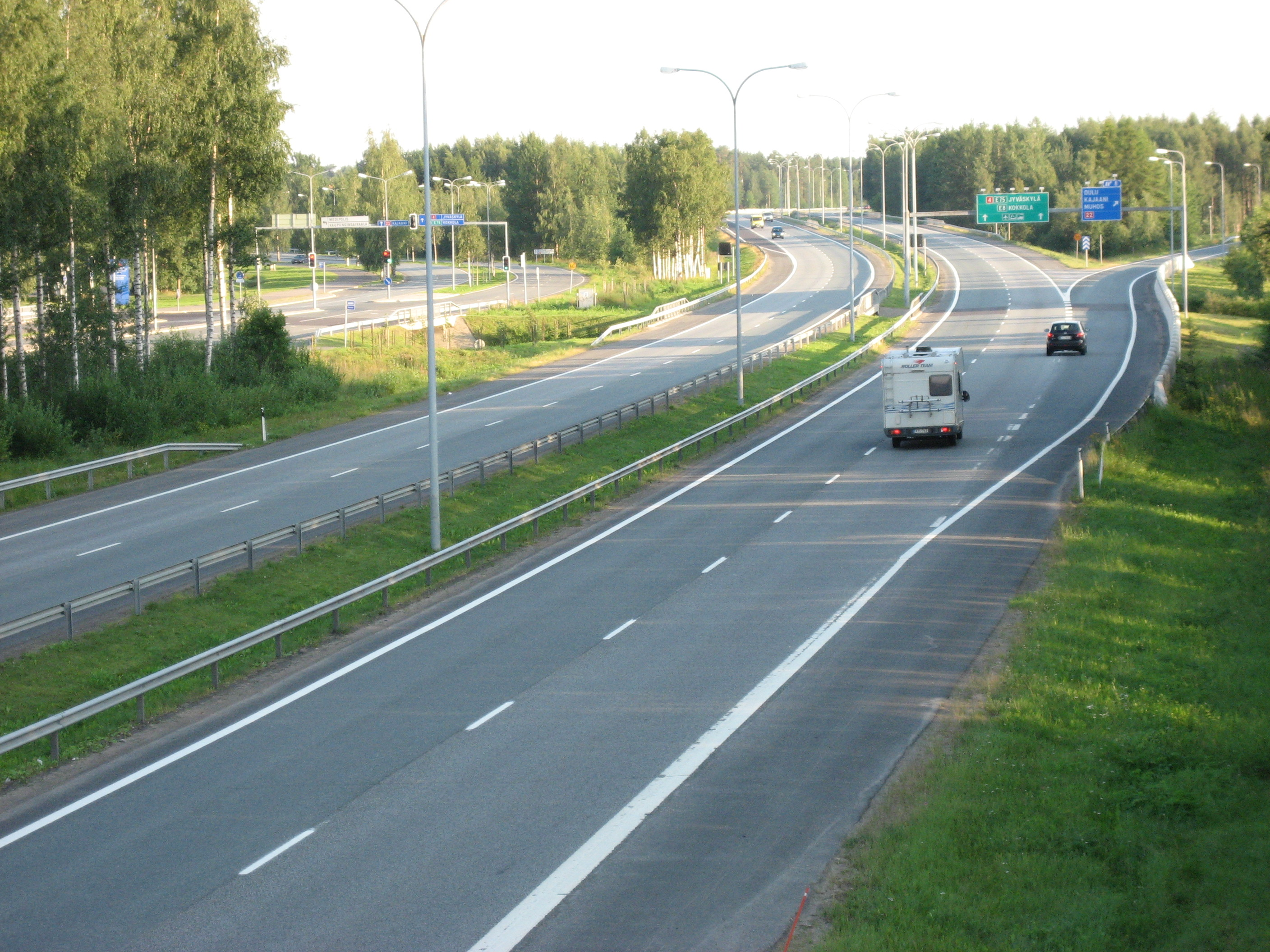
E75 v Oulu, Finsko
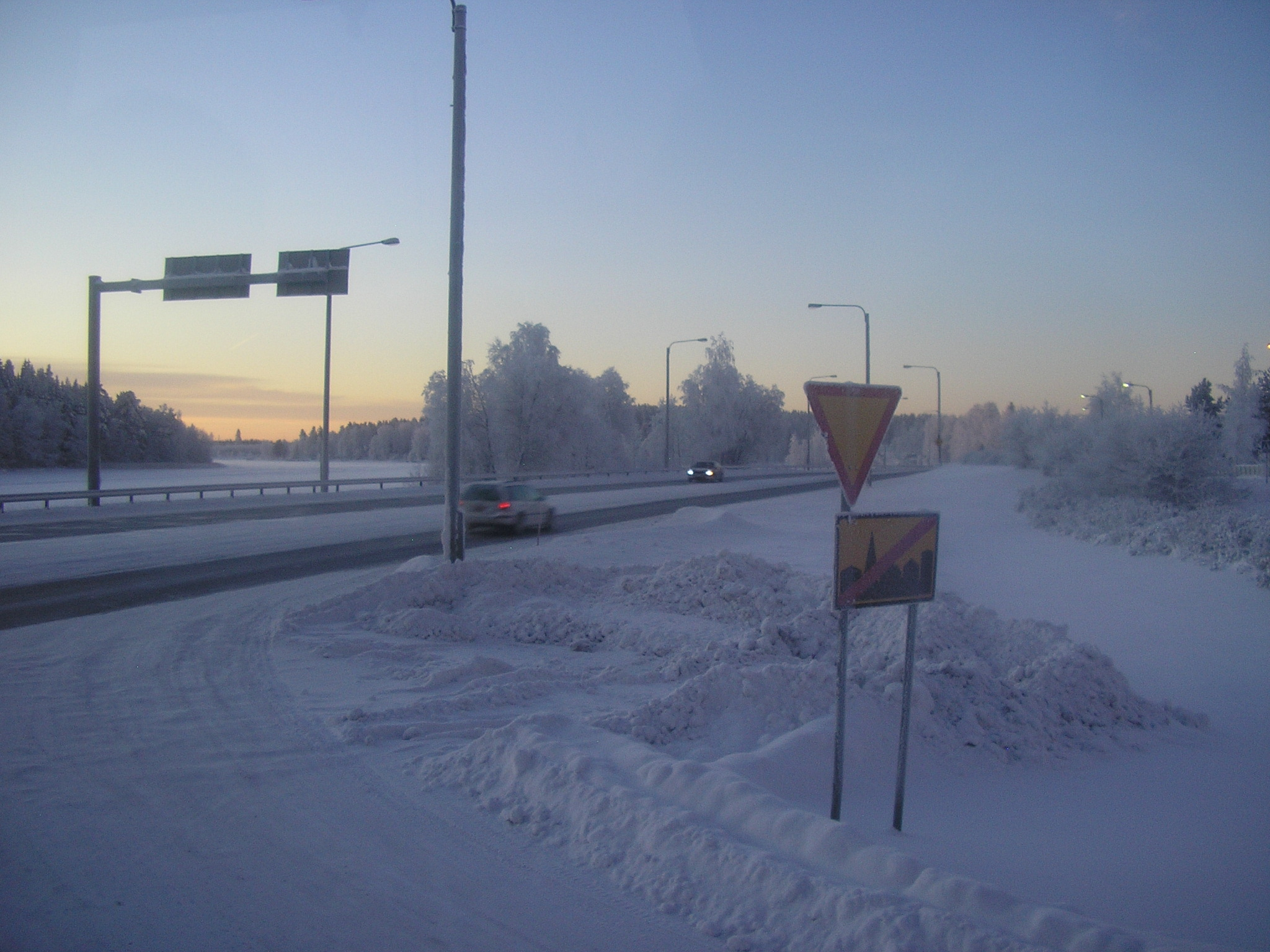
E75 ve Viitasaari, střední Finsko
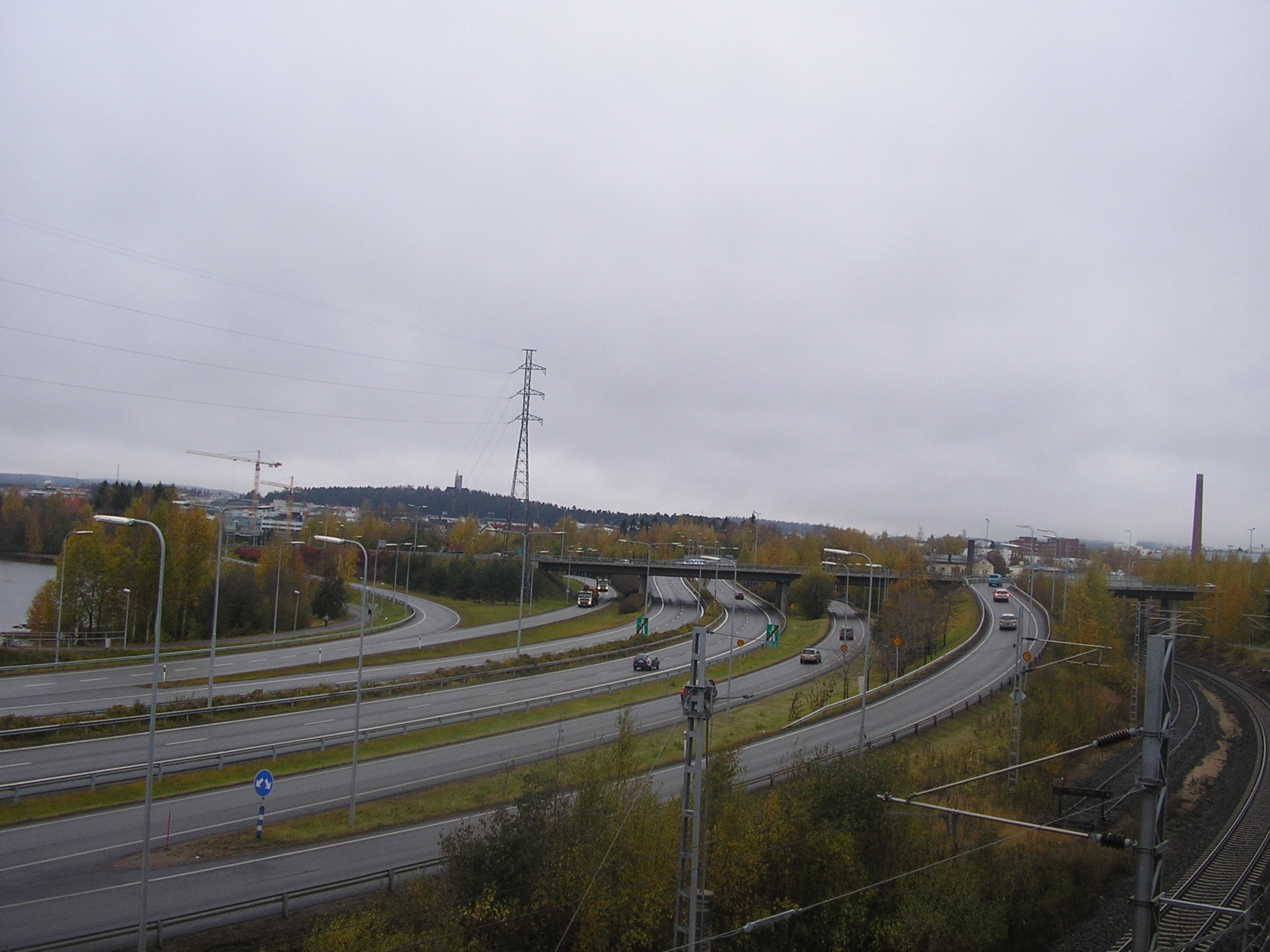
E75 poblíž Jyväskylä, Finsko
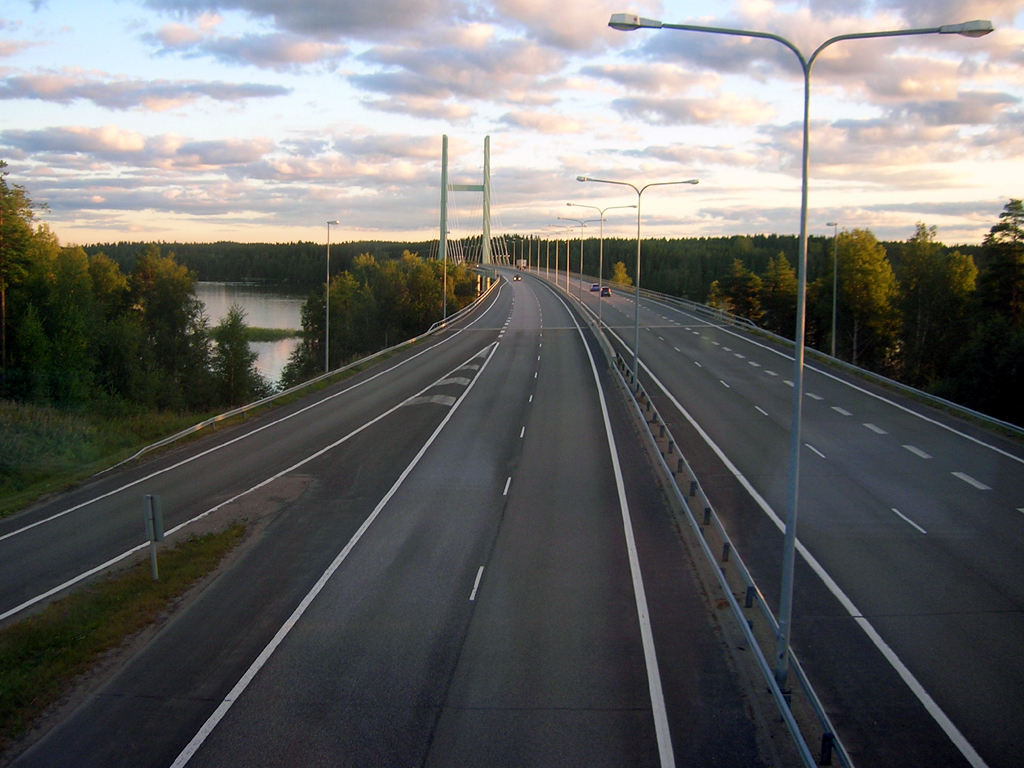
E75 poblíž Heinoly, Finsko
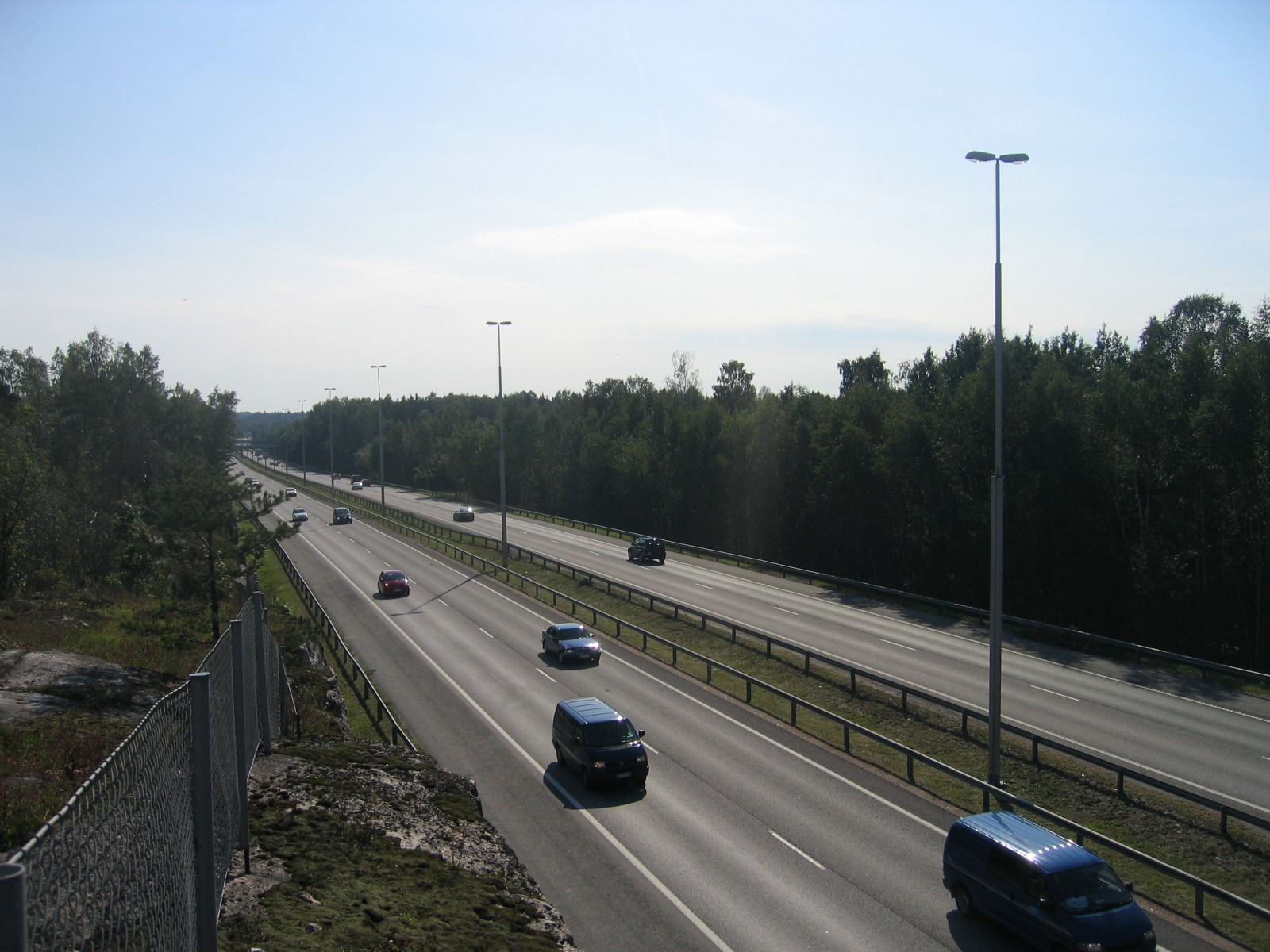
E75 poblíž Helsinek, Finsko
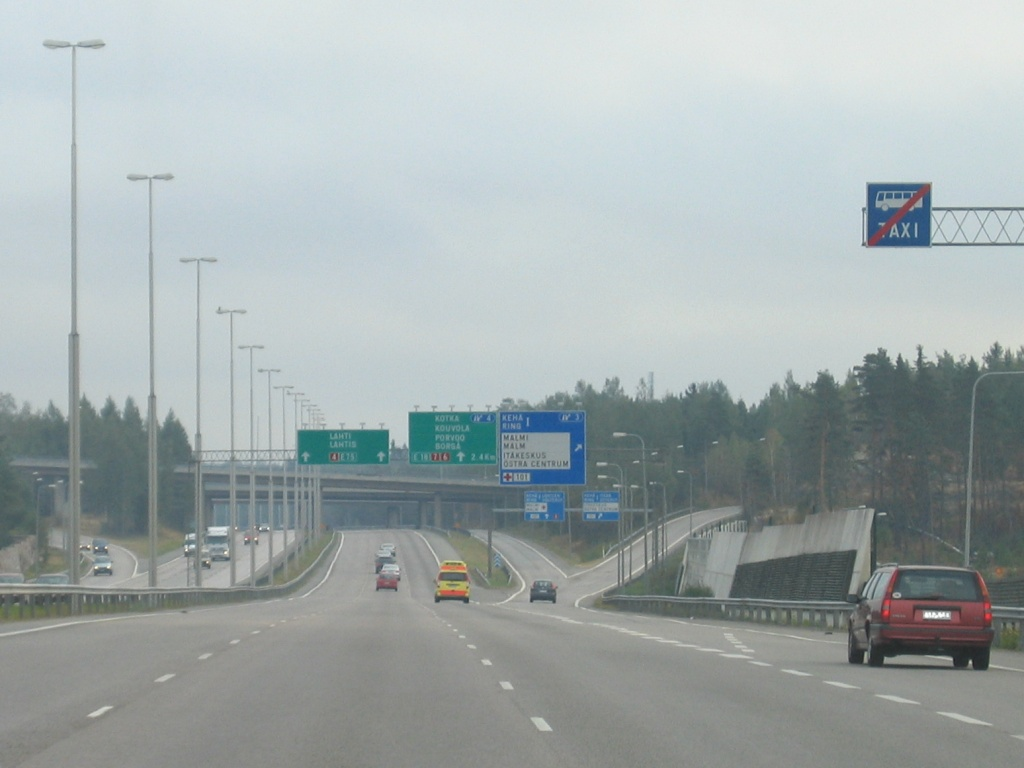
E75 poblíž Helsinek, Finsko
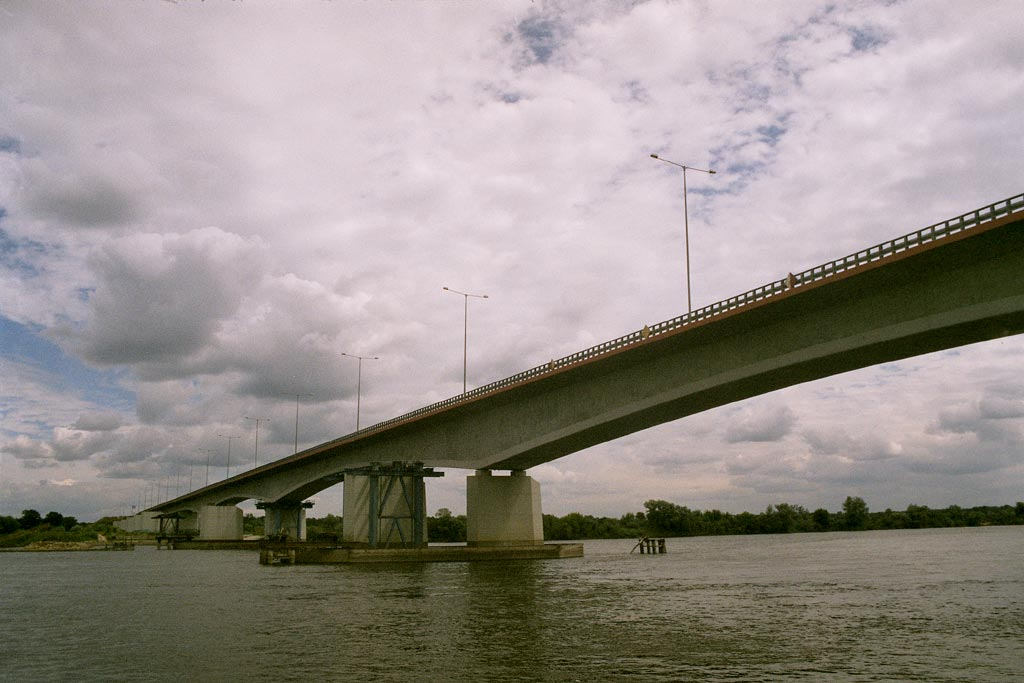
E75 vedoucí přes Vislu poblíž Toruně, Polsko
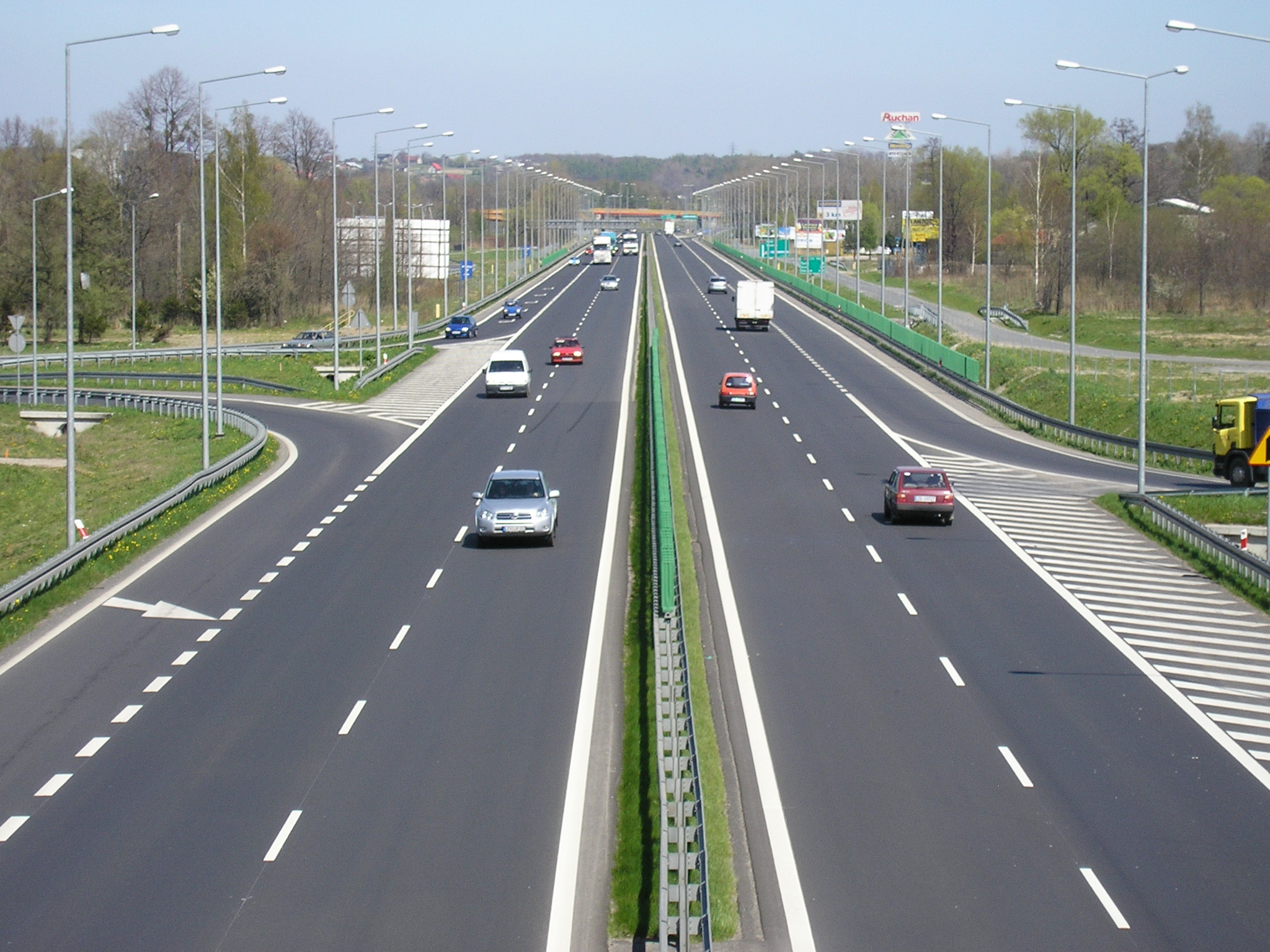
E75 v Bílsko-Bělé, Polsko
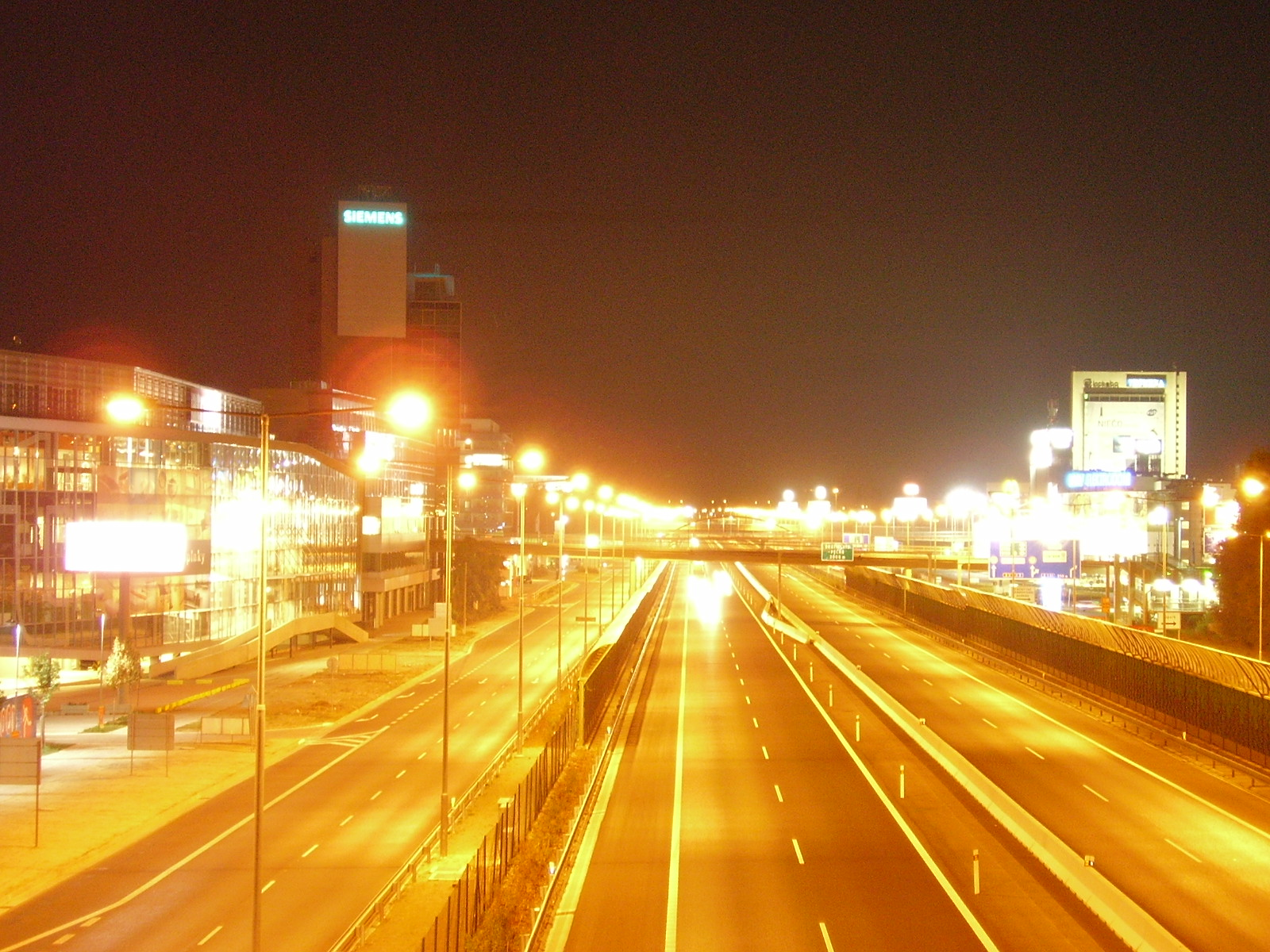
E75 v Bratislavě, Slovensko
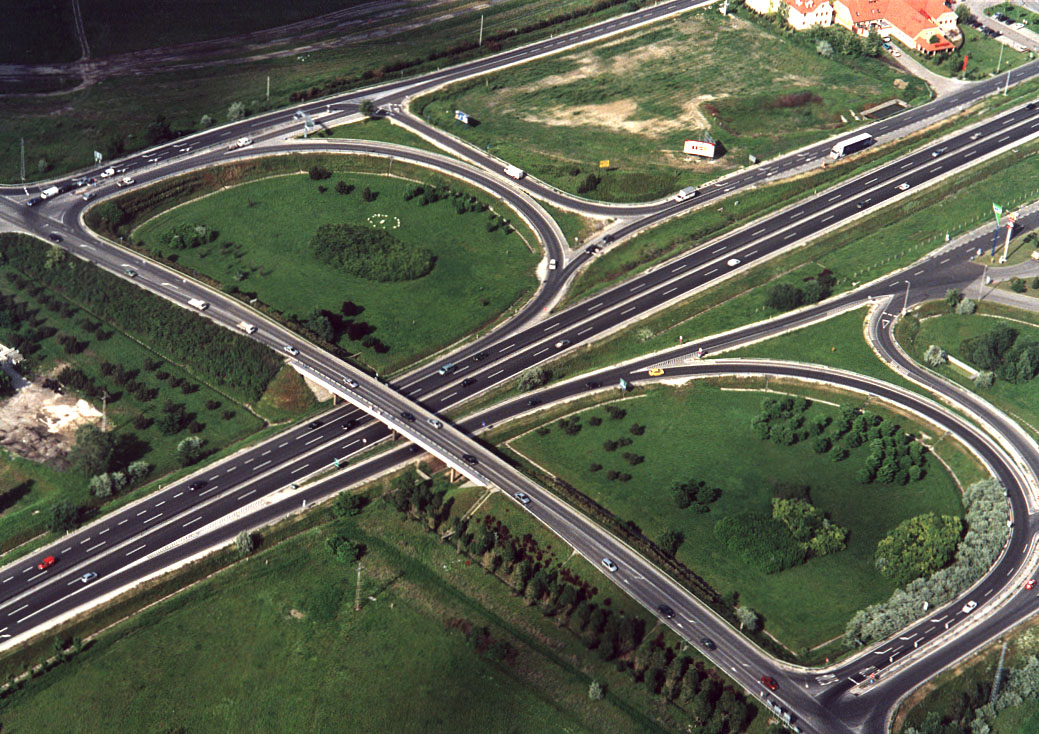
E75 jako dálnice M5, Maďarsko
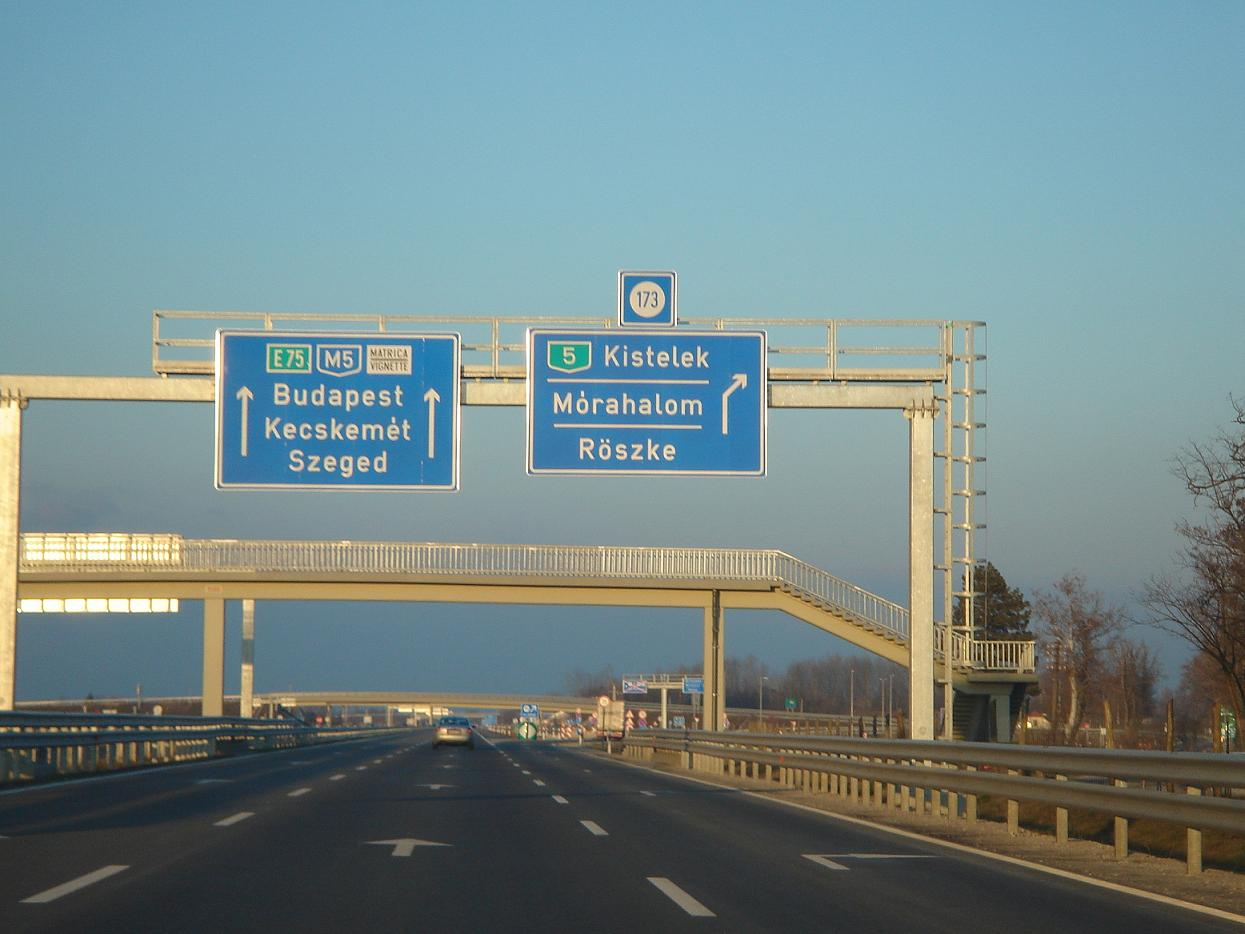
E75 na maďarsko – srbské hranici
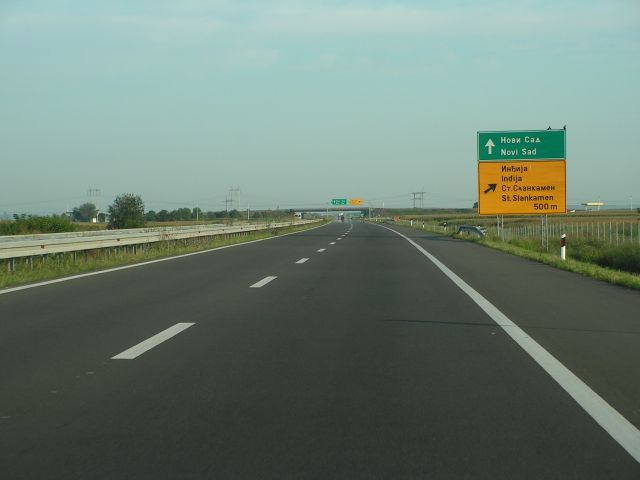
E75 v Srbsku
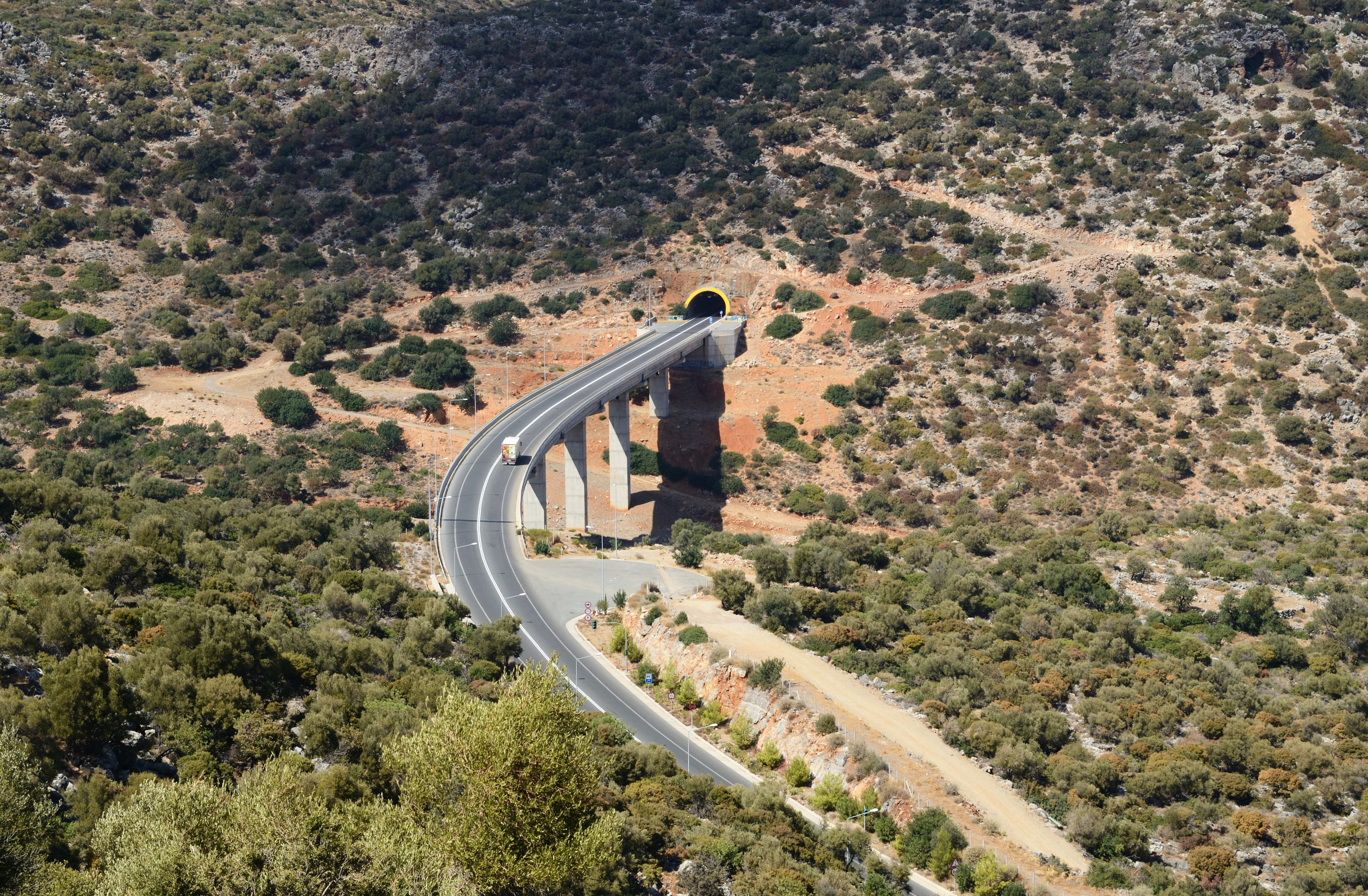
E75 poblíž Iraklia